# Hanna Wróblewska
Hanna Kamila Wróblewska (ur. 5 czerwca 1968 w Olsztynie) – polska historyczka sztuki i kuratorka, w latach 2010–2021 dyrektorka Zachęty Narodowej Galerii Sztuki, w latach 2024–2025 minister kultury i dziedzictwa narodowego w trzecim rządzie Donalda Tuska.

## Życiorys
Ukończyła historię sztuki na Uniwersytecie Warszawskim. Jeszcze w trakcie studiów w 1989 została przewodniczką w Zachęcie Narodowej Galerii Sztuki. Pracowała następnie w tej instytucji jako edukatorka i kuratorka wystaw. W 2010 objęła stanowisko dyrektorki Zachęty, które zajmowała do końca 2021. Pełniła też funkcję komisarza Pawilonu Polskiego na Biennale w Wenecji. Zasiadała w Kapitule Nagrody Sztuki im. Marii Anto i Elsy von Freytag-Loringhoven.
Weszła w skład rady programowej Centrum Nauki Kopernik w Warszawie oraz rady Muzeum Sztuki w Łodzi. W 2022 została zastępczynią dyrektora Muzeum Getta Warszawskiego ds. naukowych i wystawienniczych. W 2023 objęła funkcję dyrektorki Departamentu Narodowych Instytucji Kultury w Ministerstwie Kultury i Dziedzictwa Narodowego.
10 maja 2024 premier Donald Tusk ogłosił jej nominację na urząd ministra kultury i dziedzictwa narodowego. 13 maja tego samego roku została powołana na tę funkcję przez prezydenta RP Andrzeja Dudę. Sprawowała ją do 24 lipca 2025.

## Wystawy
W Zachęcie była kuratorką m.in. następujących wystaw:
- Andrzej Wróblewski. Retrospektywa (1995),
- Panoptykon. Architektura i teatr więzienia (2005),
- Rewolucje 1968 (2008),
- Katarzyna Kozyra. Casting (2010),
- Marlene Dumas. Miłość nie ma z tym nic wspólnego (2012),
- Sarkis. Tęcza anioła (2017).

## Wyróżnienia
- Nagroda Krytyki Artystycznej im. Jerzego Stajudy (1999)[13]